# Olympische Sommerspiele 2020/Teilnehmer (Kroatien)
| Gelbes Symbol für Goldmedaillen mit stilisierten Olympischen Ringen | Graues Symbol für Silbermedaillen mit stilisierten Olympischen Ringen | Braundes Symbol für Bronzemedaillen mit stilisierten Olympischen Ringen |
| ------------------------------------------------------------------- | --------------------------------------------------------------------- | ----------------------------------------------------------------------- |
| 3                                                                   | 3                                                                     | 2                                                                       |

Kroatien nahm an den Olympischen Spielen 2020 in Tokio mit 60 Sportlern in 16 Sportarten teil. Es war die insgesamt neunte Teilnahme an Olympischen Sommerspielen.

## Medaillengewinner

### Gold
| Name                            | Sportart  | Wettkampf                       |
| ------------------------------- | --------- | ------------------------------- |
| Martin Sinković Valent Sinković | Rudern    | Zweier ohne Steuermann          |
| Matea Jelić                     | Taekwondo | Mittelgewicht bis 67 kg, Frauen |
| Nikola Mektić Mate Pavić        | Tennis    | Herrendoppel                    |

### Silber
| Name                   | Sportart | Wettkampf    |
| ---------------------- | -------- | ------------ |
| Tonči Stipanović       | Segeln   | Laser Männer |
| Tin Srbić              | Turnen   | Reck Männer  |
| Marin Čilić Ivan Dodig | Tennis   | Herrendoppel |

### Bronze
| Name         | Sportart  | Wettkampf                       |
| ------------ | --------- | ------------------------------- |
| Damir Martin | Rudern    | Einer Männer                    |
| Toni Kanaet  | Taekwondo | Mittelgewicht bis 80 kg, Männer |

## Teilnehmer nach Sportarten

### Boxen
| Athleten       | Wettbewerb                  | 1. Runde      | 1. Runde | Achtelfinale | Achtelfinale | Viertelfinale | Viertelfinale | Halbfinale    | Halbfinale    | Finale        | Finale        | Rang |
| Athleten       | Wettbewerb                  | Gegner        | Ergebnis | Gegner       | Ergebnis     | Gegner        | Ergebnis      | Gegner        | Ergebnis      | Gegner        | Ergebnis      | Rang |
| -------------- | --------------------------- | ------------- | -------- | ------------ | ------------ | ------------- | ------------- | ------------- | ------------- | ------------- | ------------- | ---- |
| Frauen         |                             |               |          |              |              |               |               |               |               |               |               |      |
| Nikolina Ćaćić | Federgewicht bis 57 kg      | Y. Ramirez    | 5:0      | C. Veyre     | 0:5          | ausgeschieden | ausgeschieden | ausgeschieden | ausgeschieden | ausgeschieden | ausgeschieden | 9    |
| Männer         |                             |               |          |              |              |               |               |               |               |               |               |      |
| Luka Plantić   | Halbschwergewicht bis 81 kg | O. Al-Hindawi | 3:2      | R. Romero    | 1:4          | ausgeschieden | ausgeschieden | ausgeschieden | ausgeschieden | ausgeschieden | ausgeschieden | 9    |

### Judo
| Athleten      | Wettbewerb | 1. Runde       | 1. Runde | 2. Runde | 2. Runde | Achtelfinale  | Achtelfinale  | Viertelfinale | Viertelfinale | Halbfinale / Trostrunde | Halbfinale / Trostrunde | Finale / Platz 3 | Finale / Platz 3 | Rang |
| Athleten      | Wettbewerb | Gegner         | Ergebnis | Gegner   | Ergebnis | Gegner        | Ergebnis      | Gegner        | Ergebnis      | Gegner                  | Ergebnis                | Gegner           | Ergebnis         | Rang |
| ------------- | ---------- | -------------- | -------- | -------- | -------- | ------------- | ------------- | ------------- | ------------- | ----------------------- | ----------------------- | ---------------- | ---------------- | ---- |
| Frauen        |            |                |          |          |          |               |               |               |               |                         |                         |                  |                  |      |
| Barbara Matić | bis 70 kg  | Freilos        | Freilos  | —        | —        | B. Timo       | 10:0s1        | M. Polleres   | 0:1s1         | A. Bellandi             | 10:0s2                  | M. Taimasowa     | 0s1:1s1          | 5    |
| Karla Prodan  | bis 78 kg  | J. Peković     | 1s2:0s2  | —        | —        | K. Antomarchi | 0s1:1s2       | ausgeschieden | ausgeschieden | ausgeschieden           | ausgeschieden           | ausgeschieden    | ausgeschieden    | 9    |
| Ivana Maranić | über 78 kg | S. Jablonskytė | 0s1:11s1 | —        | —        | ausgeschieden | ausgeschieden | ausgeschieden | ausgeschieden | ausgeschieden           | ausgeschieden           | ausgeschieden    | ausgeschieden    | 17   |

### Kanu

#### Kanurennsport
| Athleten              | Wettbewerb | Vorlauf      | Vorlauf | Viertelfinale | Viertelfinale | Halbfinale    | Halbfinale    | Finale A/B/C  | Finale A/B/C  | Rang          |
| Athleten              | Wettbewerb | Zeit         | Rang    | Zeit          | Rang          | Zeit          | Rang          | Zeit          | Rang          | Rang          |
| --------------------- | ---------- | ------------ | ------- | ------------- | ------------- | ------------- | ------------- | ------------- | ------------- | ------------- |
| Frauen                |            |              |         |               |               |               |               |               |               |               |
| Vanesa Tot            | C-1 200 m  | 49,280 s     | 6       | 48,375 s      | 5             | ausgeschieden | ausgeschieden | ausgeschieden | ausgeschieden | ausgeschieden |
| Anamaria Govorčinović | K-1 200 m  | 42,901 s     | 3       | 43,307 s      | 3             | ausgeschieden | ausgeschieden | ausgeschieden | ausgeschieden | ausgeschieden |
| Anamaria Govorčinović | K-1 500 m  | 1:52,015 min | 5       | 1:53,967 min  | 4             | ausgeschieden | ausgeschieden | ausgeschieden | ausgeschieden | ausgeschieden |

#### Kanuslalom
| Athleten       | Wettbewerb | Vorlauf  | Vorlauf | Halbfinale | Halbfinale | Finale        | Finale        | Rang |
| Athleten       | Wettbewerb | Zeit     | Rang    | Zeit       | Rang       | Zeit          | Rang          | Rang |
| -------------- | ---------- | -------- | ------- | ---------- | ---------- | ------------- | ------------- | ---- |
| Männer         |            |          |         |            |            |               |               |      |
| Matija Marinić | C-1        | 100,33 s | 5       | 109,94 s   | 11         | ausgeschieden | ausgeschieden | 11   |

### Leichtathletik
Laufen und Gehen 
| Athleten            | Wettbewerb | Runde 1 | Runde 1 | Halbfinale | Halbfinale | Finale    | Finale | Rang |
| Athleten            | Wettbewerb | Zeit    | Rang    | Zeit       | Rang       | Zeit      | Rang   | Rang |
| ------------------- | ---------- | ------- | ------- | ---------- | ---------- | --------- | ------ | ---- |
| Frauen              |            |         |         |            |            |           |        |      |
| Bojana Bjeljac      | Marathon   | —       | —       | —          | —          | 2:39:32 h | 53     | 53   |
| Matea Parlov Koštro | Marathon   | —       | —       | —          | —          | 2:33:18 h | 21     | 21   |

 Springen und Werfen 
| Athleten         | Wettbewerb     | Qualifikation | Qualifikation | Finale        | Finale        | Rang |
| Athleten         | Wettbewerb     | Weite/Höhe    | Rang          | Weite/Höhe    | Rang          | Rang |
| ---------------- | -------------- | ------------- | ------------- | ------------- | ------------- | ---- |
| Frauen           |                |               |               |               |               |      |
| Sara Kolak       | Stabhochsprung | ogV           | ogV           | ausgeschieden | ausgeschieden | —    |
| Ana Šimić        | Hochsprung     | 1,86 m        | 25            | ausgeschieden | ausgeschieden | 25   |
| Sandra Perković  | Diskuswurf     | 63,75 m       | 3             | 65,01 m       | 4             | 4    |
| Marija Tolj      | Diskuswurf     | 61,48 m       | 13            | ausgeschieden | ausgeschieden | 13   |
| Männer           |                |               |               |               |               |      |
| Filip Mihaljević | Kugelstoßen    | 20,67 m       | 15            | ausgeschieden | ausgeschieden | 15   |

### Karate

#### Kumite
| Athleten    | Wettbewerb        | Gruppenphase | Gruppenphase | Halbfinale    | Halbfinale    | Finale        | Finale        | Rang |
| Athleten    | Wettbewerb        | Punkte       | Rang         | Gegner        | Ergebnis      | Gegner        | Ergebnis      | Rang |
| ----------- | ----------------- | ------------ | ------------ | ------------- | ------------- | ------------- | ------------- | ---- |
| Männer      |                   |              |              |               |               |               |               |      |
| Ivan Kvesić | Kumite über 75 kg | 4            | 3            | ausgeschieden | ausgeschieden | ausgeschieden | ausgeschieden | 5    |

### Radsport

#### Straße
| Athleten    | Wettbewerb    | Zeit | Rang |
| ----------- | ------------- | ---- | ---- |
| Männer      |               |      |      |
| Josip Rumac | Straßenrennen | DNF  | –    |

### Ringen

#### Griechisch-römischer Stil
Legende: G = Gewonnen, V = Verloren, S = Schultersieg
| Athleten       | Wettbewerb       | Achtelfinale    | Achtelfinale | Viertelfinale | Viertelfinale | Halbfinale    | Halbfinale    | Hoffnungsrunde Halbfinale | Hoffnungsrunde Halbfinale | Hoffnungsrunde Finale | Hoffnungsrunde Finale | Finale        | Finale        | Rang |
| Athleten       | Wettbewerb       | Gegner          | Ergebnis     | Gegner        | Ergebnis      | Gegner        | Ergebnis      | Gegner                    | Ergebnis                  | Gegner                | Ergebnis              | Gegner        | Ergebnis      | Rang |
| -------------- | ---------------- | --------------- | ------------ | ------------- | ------------- | ------------- | ------------- | ------------------------- | ------------------------- | --------------------- | --------------------- | ------------- | ------------- | ---- |
| Männer         |                  |                 |              |               |               |               |               |                           |                           |                       |                       |               |               |      |
| Božo Starčević | Klasse bis 77 kg | A. Mnatsakanian | G 3:1        | M. Geraei     | V 5:5         | ausgeschieden | ausgeschieden | ausgeschieden             | ausgeschieden             | ausgeschieden         | ausgeschieden         | ausgeschieden | ausgeschieden | 8    |
| Ivan Huklek    | Klasse bis 87 kg | J. Stefanowicz  | G 5:3        | R. Assakalow  | G 4:1         | S. Belenjuk   | V 1:7         | —                         | —                         | S. Datunaschwili      | V 1:6                 | ausgeschieden | ausgeschieden | 5    |

### Rudern
| Athleten                        | Wettbewerb             | Vorlauf     | Vorlauf | Vorlauf       | Hoffnungslauf / Viertelfinale | Hoffnungslauf / Viertelfinale | Hoffnungslauf / Viertelfinale | Halbfinale  | Halbfinale | Halbfinale    | Finale      | Finale | Rang   |
| Athleten                        | Wettbewerb             | Zeit        | Platz   | Qualifikation | Zeit                          | Platz                         | Qualifikation                 | Zeit        | Platz      | Qualifikation | Zeit        | Platz  | Rang   |
| ------------------------------- | ---------------------- | ----------- | ------- | ------------- | ----------------------------- | ----------------------------- | ----------------------------- | ----------- | ---------- | ------------- | ----------- | ------ | ------ |
| Männer                          |                        |             |         |               |                               |                               |                               |             |            |               |             |        |        |
| Damir Martin                    | Einer                  | 7:09,17 min | 1       | Viertelfinale | 7:17,71 min                   | 1                             | Halbfinale A/B                | 6:45,27 min | 2          | Finale A      | 6:42,58 min | 3      | Bronze |
| Martin Sinković Valent Sinković | Zweier ohne Steuermann | 6:32,41 min | 1       | Halbfinale    | –                             | –                             | –                             | 6:15,63 min | 1          | Finale A      | 6:15,29 min | 1      | Gold   |

### Schießen
| Athleten                    | Wettbewerb                               | Qualifikation   | Qualifikation | Finale          | Finale        | Ringe/ Scheiben | Rang |
| Athleten                    | Wettbewerb                               | Ringe/ Scheiben | Rang          | Ringe/ Scheiben | Rang          | Ringe/ Scheiben | Rang |
| --------------------------- | ---------------------------------------- | --------------- | ------------- | --------------- | ------------- | --------------- | ---- |
| Frauen                      |                                          |                 |               |                 |               |                 |      |
| Snježana Pejčić             | Kleinkaliber Dreistellungskampf 50 Meter | 1169            | 10            | ausgeschieden   | ausgeschieden | 1169            | 10   |
| Snježana Pejčić             | Luftgewehr 10 Meter                      | 622,6           | 31            | ausgeschieden   | ausgeschieden | 622,6           | 31   |
| Männer                      |                                          |                 |               |                 |               |                 |      |
| Petar Gorša                 | Kleinkaliber Dreistellungskampf 50 Meter | 1176            | 5             | 427,2           | 6             | 1603,2          | 6    |
| Miran Maričić               | Kleinkaliber Dreistellungskampf 50 Meter | 1178            | 7             | 416,2           | 5             | 1594,2          | 5    |
| Petar Gorša                 | Luftgewehr 10 Meter                      | 626,5           | 16            | ausgeschieden   | ausgeschieden | 626,5           | 16   |
| Miran Maričić               | Luftgewehr 10 Meter                      | 625,0           | 25            | ausgeschieden   | ausgeschieden | 625,0           | 25   |
| Josip Glasnović             | Trap                                     | 120             | 22            | ausgeschieden   | ausgeschieden | 120             | 22   |
| Mixed                       |                                          |                 |               |                 |               |                 |      |
| Petar Gorša Snježana Pejčić | 10 m Luftgewehr                          | 624,2           | 17            | ausgeschieden   | ausgeschieden | 624,2           | 17   |

### Schwimmen
| Athleten        | Wettbewerb          | Vorlauf     | Vorlauf | Halbfinale    | Halbfinale    | Finale        | Finale        | Rang |
| Athleten        | Wettbewerb          | Zeit        | Rang    | Zeit          | Rang          | Zeit          | Rang          | Rang |
| --------------- | ------------------- | ----------- | ------- | ------------- | ------------- | ------------- | ------------- | ---- |
| Frauen          |                     |             |         |               |               |               |               |      |
| Ema Rajić       | 50 m Freistil       | 26,49 s     | 45      | ausgeschieden | ausgeschieden | ausgeschieden | ausgeschieden | 45   |
| Ema Rajić       | 100 m Brust         | 1:10,02 min | 33      | ausgeschieden | ausgeschieden | ausgeschieden | ausgeschieden | 33   |
| Männer          |                     |             |         |               |               |               |               |      |
| Nikola Miljenić | 50 m Freistil       | 22,14 s     | 19      | ausgeschieden | ausgeschieden | ausgeschieden | ausgeschieden | 19   |
| Nikola Miljenić | 100 m Freistil      | 49,25 s     | 28      | ausgeschieden | ausgeschieden | ausgeschieden | ausgeschieden | 28   |
| Nikola Miljenić | 100 m Schmetterling | 52,68 s     | 40      | ausgeschieden | ausgeschieden | ausgeschieden | ausgeschieden | 40   |

### Segeln
| Athleten                     | Wettbewerb   | Qualifikation | Qualifikation | Medal Race    | Medal Race    | Punkte | Rang   |
| Athleten                     | Wettbewerb   | Punkte        | Rang          | Punkte        | Rang          | Punkte | Rang   |
| ---------------------------- | ------------ | ------------- | ------------- | ------------- | ------------- | ------ | ------ |
| Frauen                       |              |               |               |               |               |        |        |
| Elena Vorobeva               | Laser Radial | 126           | 12            | ausgeschieden | ausgeschieden | 126    | 12     |
| Männer                       |              |               |               |               |               |        |        |
| Tonči Stipanović             | Laser        | 74            | 3             | 8             | 4             | 82     | Silber |
| Šime Fantela Mihovil Fantela | 49er         | 88            | 8             | 18            | 9             | 106    | 8      |

### Taekwondo
| Athleten       | Wettbewerb | Achtelfinale | Achtelfinale | Viertelfinale | Viertelfinale | Hoffnungsrunde Halbfinale | Hoffnungsrunde Halbfinale | Halbfinale    | Halbfinale    | Hoffnungsrunde Finale | Hoffnungsrunde Finale | Finale        | Finale        | Rang   |
| Athleten       | Wettbewerb | Gegner       | Ergebnis     | Gegner        | Ergebnis      | Gegner                    | Ergebnis                  | Gegner        | Ergebnis      | Gegner                | Ergebnis              | Gegner        | Ergebnis      | Rang   |
| -------------- | ---------- | ------------ | ------------ | ------------- | ------------- | ------------------------- | ------------------------- | ------------- | ------------- | --------------------- | --------------------- | ------------- | ------------- | ------ |
| Frauen         |            |              |              |               |               |                           |                           |               |               |                       |                       |               |               |        |
| Kristina Tomić | bis 49 kg  | A. Ramírez   | 5:25         | ausgeschieden | ausgeschieden | ausgeschieden             | ausgeschieden             | ausgeschieden | ausgeschieden | ausgeschieden         | ausgeschieden         | ausgeschieden | ausgeschieden | 11     |
| Matea Jelić    | bis 67 kg  | L. Lee       | 22:2         | M. Titoneli   | 30:9          | —                         | —                         | P. McPherson  | 15:4          | —                     | —                     | L. Williams   | 25:22         | Gold   |
| Männer         |            |              |              |               |               |                           |                           |               |               |                       |                       |               |               |        |
| Toni Kanaet    | bis 80 kg  | R. Martínez  | 21:15        | M. Chramzow   | 0:22          | F. Sawadogo               | 30:10                     | ausgeschieden | ausgeschieden | N. Rafalovich         | 24:18                 | ausgeschieden | ausgeschieden | Bronze |
| Ivan Šapina    | über 80 kg | C. Sansores  | 6:4          | H. Sun        | 6:8           | ausgeschieden             | ausgeschieden             | ausgeschieden | ausgeschieden | ausgeschieden         | ausgeschieden         | ausgeschieden | ausgeschieden | 9      |

### Tennis
| Athleten                 | Wettbewerb | 1. Runde                       | 1. Runde         | 2. Runde         | 2. Runde       | Achtelfinale         | Achtelfinale      | Viertelfinale             | Viertelfinale     | Halbfinale              | Halbfinale    | Finale / Platz 3   | Finale / Platz 3        |
| Athleten                 | Wettbewerb | Gegner                         | Ergebnis         | Gegner           | Ergebnis       | Gegner               | Ergebnis          | Gegner                    | Ergebnis          | Gegner                  | Ergebnis      | Gegner             | Ergebnis                |
| ------------------------ | ---------- | ------------------------------ | ---------------- | ---------------- | -------------- | -------------------- | ----------------- | ------------------------- | ----------------- | ----------------------- | ------------- | ------------------ | ----------------------- |
| Frauen                   |            |                                |                  |                  |                |                      |                   |                           |                   |                         |               |                    |                         |
| Donna Vekić              | Einzel     | C. Garcia                      | 6:2, 6:72, 6:3   | A. Sabalenka     | 6:4, 3:6, 7:63 | J. Rybakina          | 6:73, 4:6         | ausgeschieden             | ausgeschieden     | ausgeschieden           | ausgeschieden | ausgeschieden      | ausgeschieden           |
| Männer                   |            |                                |                  |                  |                |                      |                   |                           |                   |                         |               |                    |                         |
| Marin Čilić              | Einzel     | J. Menezes                     | 6:75, 7:5, 7:67  | P. Carreño Busta | 7:5, 4:6, 4:6  | ausgeschieden        | ausgeschieden     | ausgeschieden             | ausgeschieden     | ausgeschieden           | ausgeschieden | ausgeschieden      | ausgeschieden           |
| Nikola Mektić Mate Pavić | Doppel     | M. Demoliner M. Melo           | 7:66, 6:4        | —                | —              | L. Musetti L. Sonego | 7:5, 6:75, [10:7] | B. McLachlan K. Nishikori | 6:3, 6:3          | A. Krajicek T. Sandgren | 6:4, 6:4      | M. Čilić I. Dodig  | 6:4, 3:6, [10:6] Gold   |
| Marin Čilić Ivan Dodig   | Doppel     | T. Daniel Y. Nishioka          | 6:2, 6:4         | —                | —              | R. Ram F. Tiafoe     | 6:3, 7:5          | A. Murray J. Salisbury    | 4:6, 7:62, [10:7] | M. Daniell M. Venus     | 6:2, 6:2      | N. Mektić M. Pavić | 4:6, 6:3, [6:10] Silber |
| Mixed                    |            |                                |                  |                  |                |                      |                   |                           |                   |                         |               |                    |                         |
| Darija Jurak Ivan Dodig  | Mixed      | A. Pawljutschenkowa A. Rubljow | 7:5, 4:6, [9:11] | —                | —              | —                    | —                 | ausgeschieden             | ausgeschieden     | ausgeschieden           | ausgeschieden | ausgeschieden      | ausgeschieden           |

### Tischtennis
| Athleten                                 | Wettbewerb | 1. Runde    | 1. Runde | 2. Runde          | 2. Runde | 3. Runde      | 3. Runde      | Achtelfinale      | Achtelfinale  | Viertelfinale | Viertelfinale | Halbfinale    | Halbfinale    | Finale/Platz 3 | Finale/Platz 3 | Rang  |
| Athleten                                 | Wettbewerb | Gegner      | Erg.     | Gegner            | Erg.     | Gegner        | Erg.          | Gegner            | Erg.          | Gegner        | Erg.          | Gegner        | Erg.          | Gegner         | Erg.           | Rang  |
| ---------------------------------------- | ---------- | ----------- | -------- | ----------------- | -------- | ------------- | ------------- | ----------------- | ------------- | ------------- | ------------- | ------------- | ------------- | -------------- | -------------- | ----- |
| Männer                                   |            |             |          |                   |          |               |               |                   |               |               |               |               |               |                |                |       |
| Andrej Gaćina                            | Einzel     | Kokou Fanny | 4:0      | Emmanuel Lebesson | 0:4      | ausgeschieden | ausgeschieden | ausgeschieden     | ausgeschieden | ausgeschieden | ausgeschieden | ausgeschieden | ausgeschieden | ausgeschieden  | ausgeschieden  | 33–48 |
| Tomislav Pucar                           | Einzel     | —           | —        | Bojan Tokič       | 0:4      | ausgeschieden | ausgeschieden | ausgeschieden     | ausgeschieden | ausgeschieden | ausgeschieden | ausgeschieden | ausgeschieden | ausgeschieden  | ausgeschieden  | 33–48 |
| Andrej Gaćina Tomislav Pucar Frane Kojić | Mannschaft | —           | —        | —                 | —        | —             | —             | Chinesisch Taipeh | 0:3           | ausgeschieden | 9–16          |               |               |                |                |       |

### Turnen

#### Gerätturnen
| Athleten  | Wettbewerb    | Qualifikation | Qualifikation | Finale        | Finale        | Rang   |
| Athleten  | Wettbewerb    | Punkte        | Rang          | Punkte        | Rang          | Rang   |
| --------- | ------------- | ------------- | ------------- | ------------- | ------------- | ------ |
| Frauen    |               |               |               |               |               |        |
| Ana Đerek | Boden         | 12,433        | 58            | ausgeschieden | ausgeschieden | 58     |
| Ana Đerek | Schwebebalken | 11,633        | 74            | ausgeschieden | ausgeschieden | 74     |
| Männer    |               |               |               |               |               |        |
| Tin Srbić | Reck          | 14,633        | 3             | 14,900        | 2             | Silber |

### Wasserball
| Wettbewerb         | Männer |
| ------------------ | --- |
| Athleten           | Marko Bijač Marko Macan Loren Fatović Luka Lončar Maro Joković Luka Bukić Ante Vukičević Andro Bušlje Lovre Miloš Josip Vrlić Paulo Obradović Xavier García Ivan Marcelić |
| Trainer            | Ivica Tucak |
| Gruppenphase       | Kasachstan (23:7) Australien (8:11) Montenegro (13:8) Serbien (14:12) Spanien (4:8)                                                                                       |
| Viertelfinale      | Ungarn (11:15) |
| Platzierungsspiele | Montenegro (12:10) Vereinigte Staaten (14:11) |
| Halbfinale         | ausgeschieden |
| Finale             | ausgeschieden |
| Platzierung        | 5 |